# 岸和田市総合体育館
岸和田市総合体育館（きしわだしそうごうたいいくかん）は、大阪府岸和田市西之内町45-1にある体育館。旧春木競馬場跡地に建設された岸和田市中央公園内にある。別名は千亀利スポーツセンター（ちきりスポーツセンター）。

## 歴史
1996年（平成8年）8月に竣工し、同年11月に開館した。建物の外観には日本の伝統美が取り入れられている。1997年の第52回国民体育大会（なみはや国体）では剣道競技の会場として使用された。bjリーグ（バスケットボール）の大阪エヴェッサ、Fリーグ（フットサル）のシュライカー大阪、Vリーグ（バレーボール）の堺ブレイザーズのホームゲームの一部が開催されている。

## 施設
- メインアリーナ – 床面積2,159m2
  - 固定観覧席1,322席
  - 移動観覧席1,206席
  - 車いす席30席
- サブアリーナ – 床面積557m2
- 武道場 – 床面積436m2
- 弓道場 – 床面積636m2
- トレーニングルーム – 床面積365m2

## アクセス
- 南海本線春木駅南東1km 徒歩15分
- JR阪和線久米田駅から北西1.2km 徒歩18分